# Chromatoiulus asiaeminoris
Chromatoiulus asiaeminoris är en mångfotingart som beskrevs av Karl Wilhelm Verhoeff 1898. Chromatoiulus asiaeminoris ingår i släktet Chromatoiulus och familjen kejsardubbelfotingar. Inga underarter finns listade i Catalogue of Life.